# صومعه کیرانتس
صومعه کیرانتس (ارمنی: Կիրանց Վանք; انگلیسی: Kirants Monastery) یک صومعه حواری ارمنی واقع در روستای کیرانتس در استان تاووش، ارمنستان می‌باشد. ساخت و ساز این ساختمان سده ۸ام میلادی؛ به پایان رسید. این بنا به سبک معماری ارمنی طراحی شده‌است.

## نگارخانه

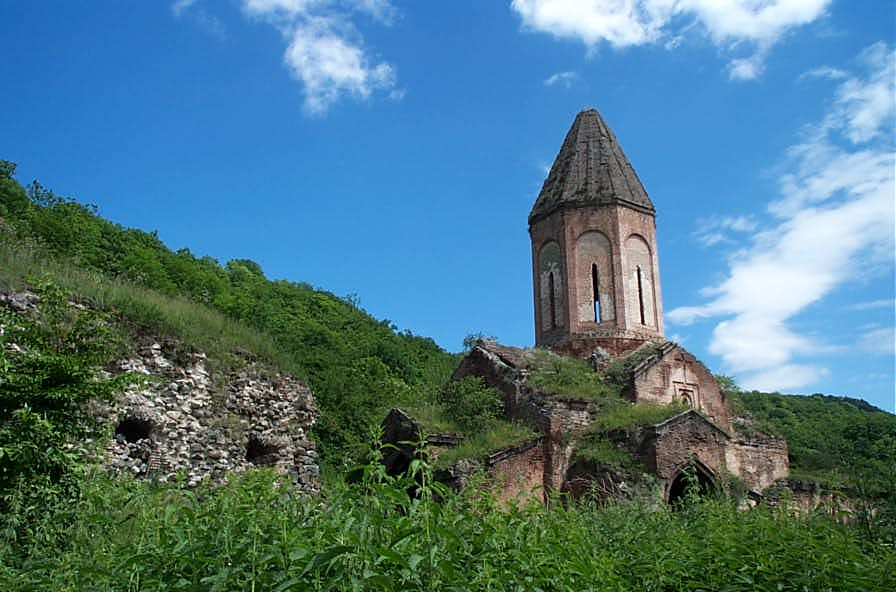
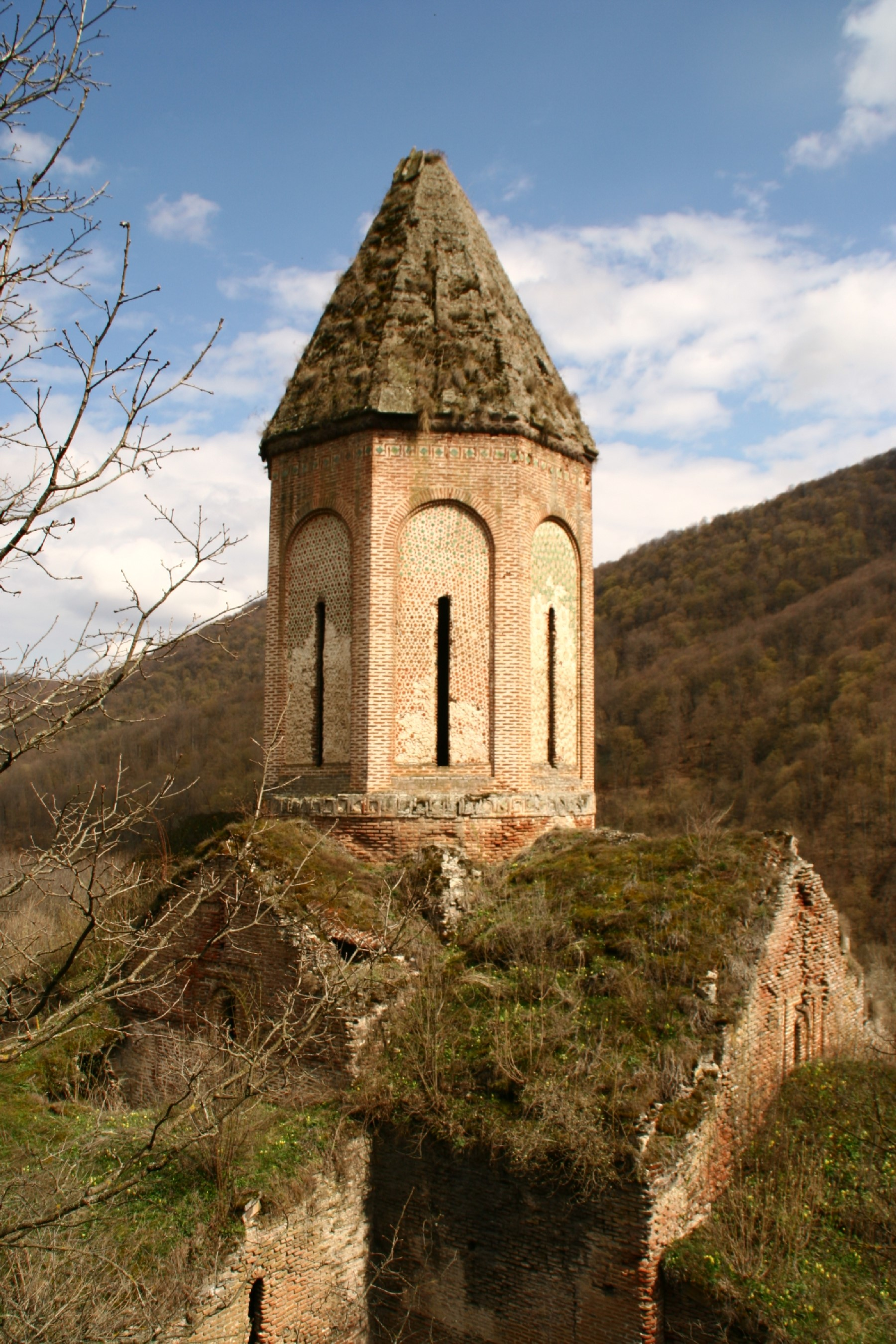
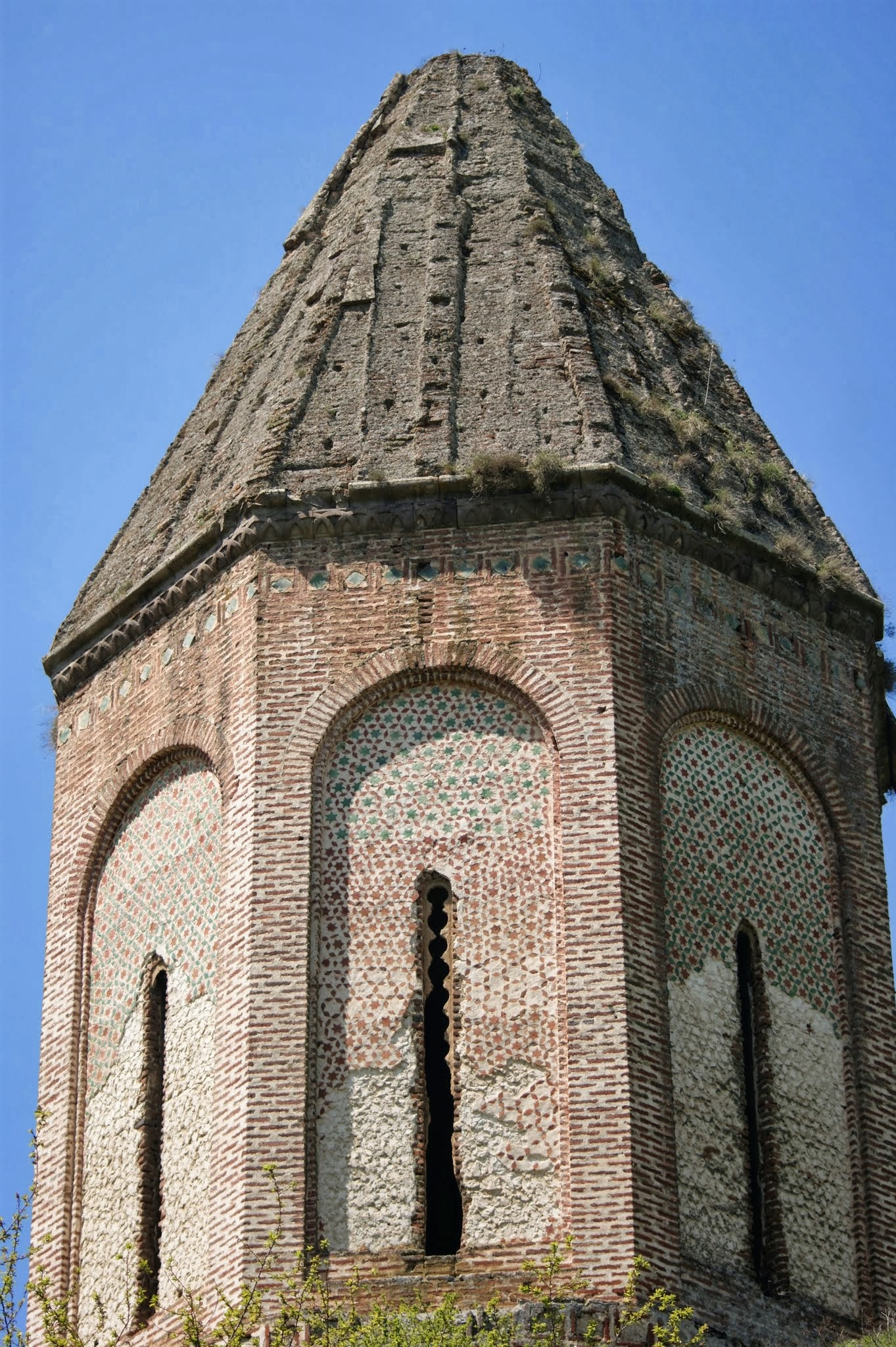
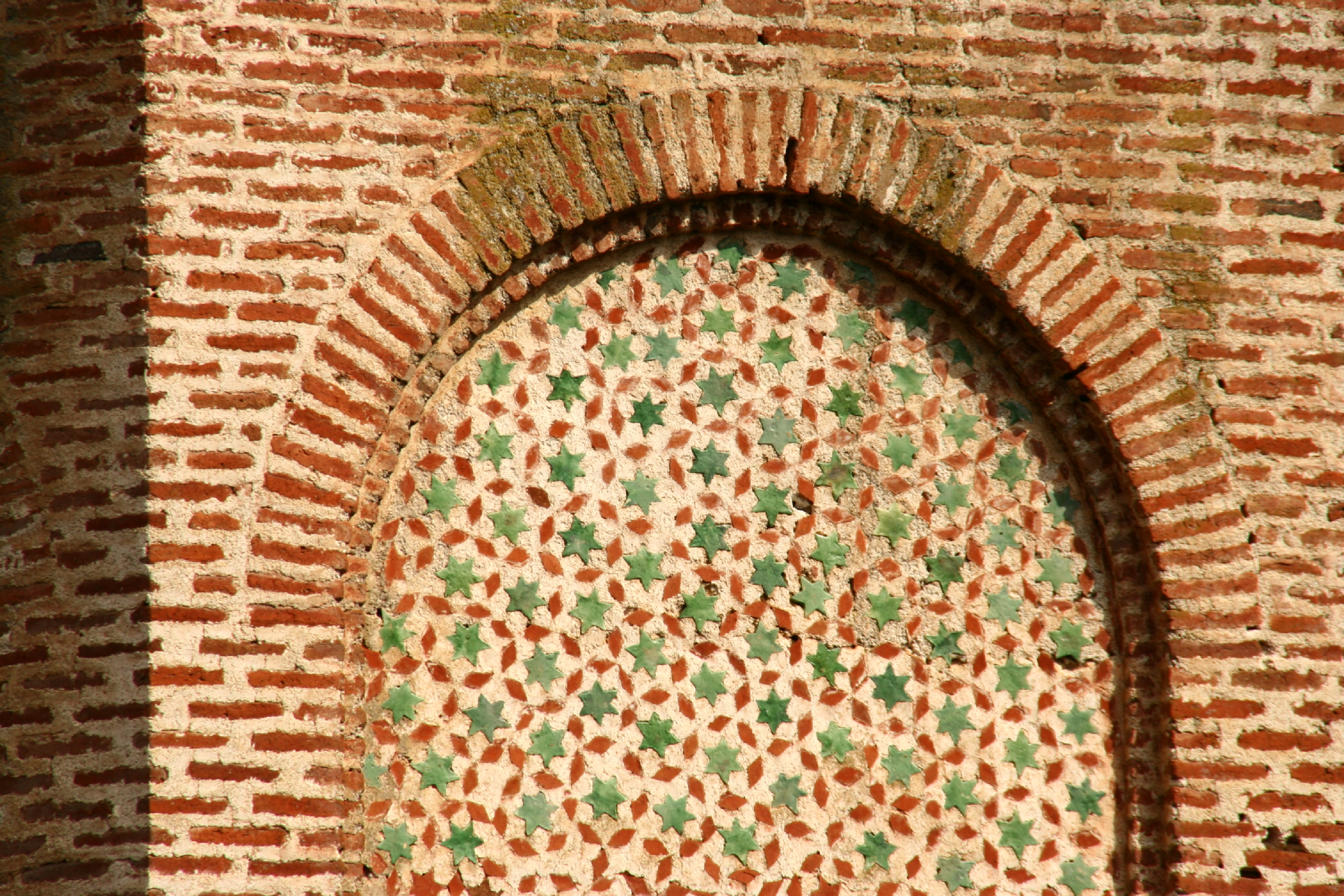
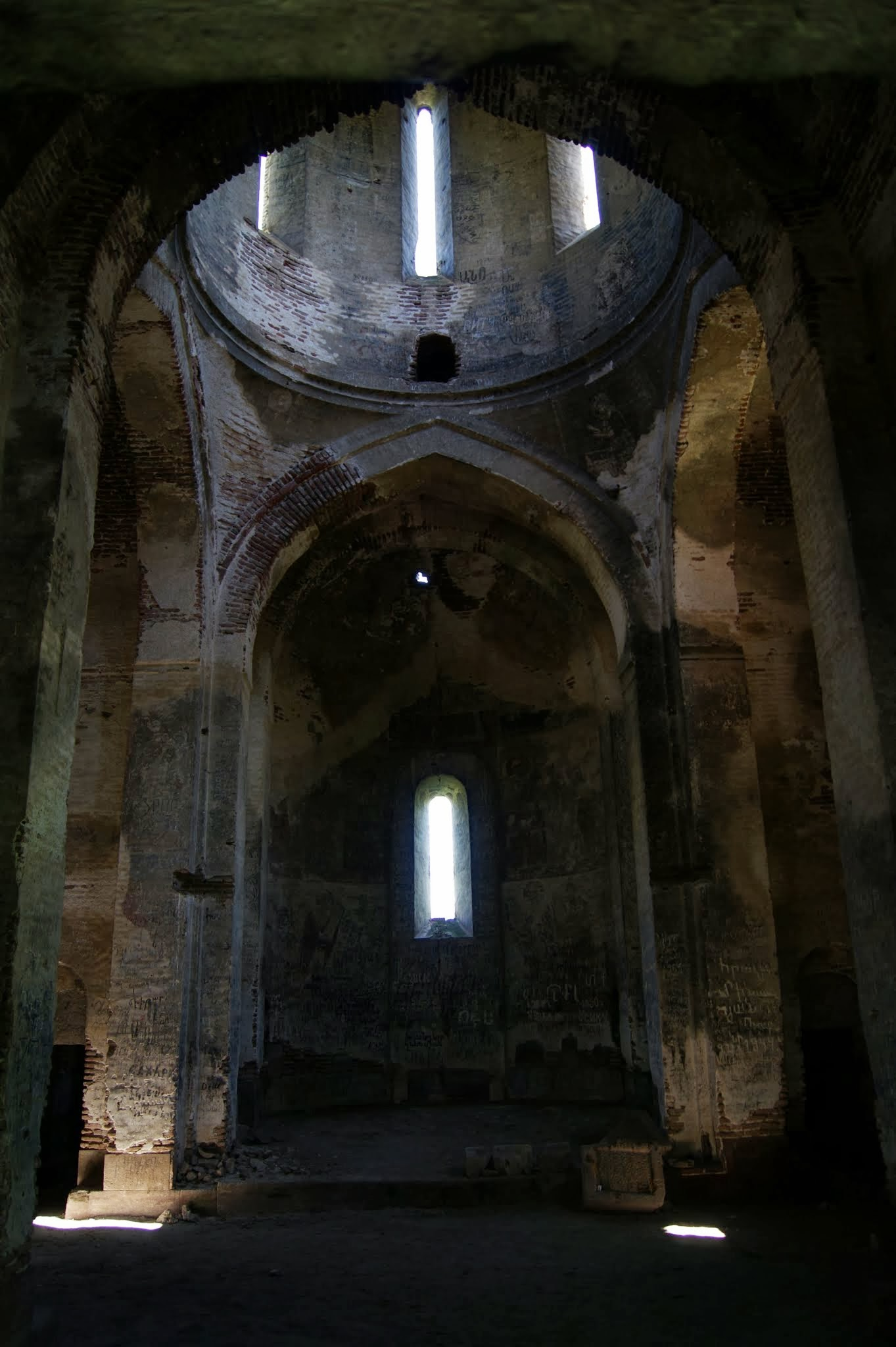
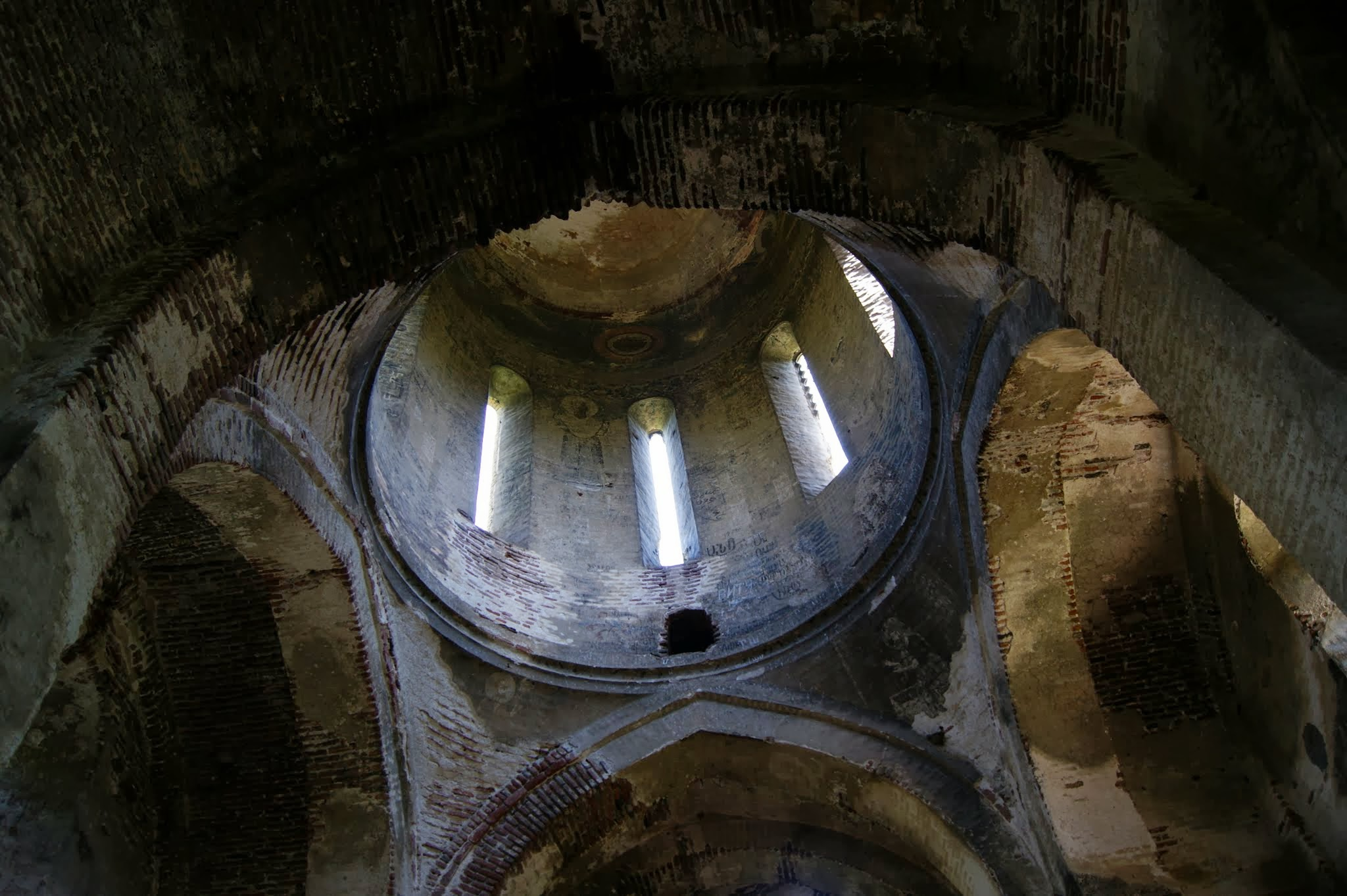
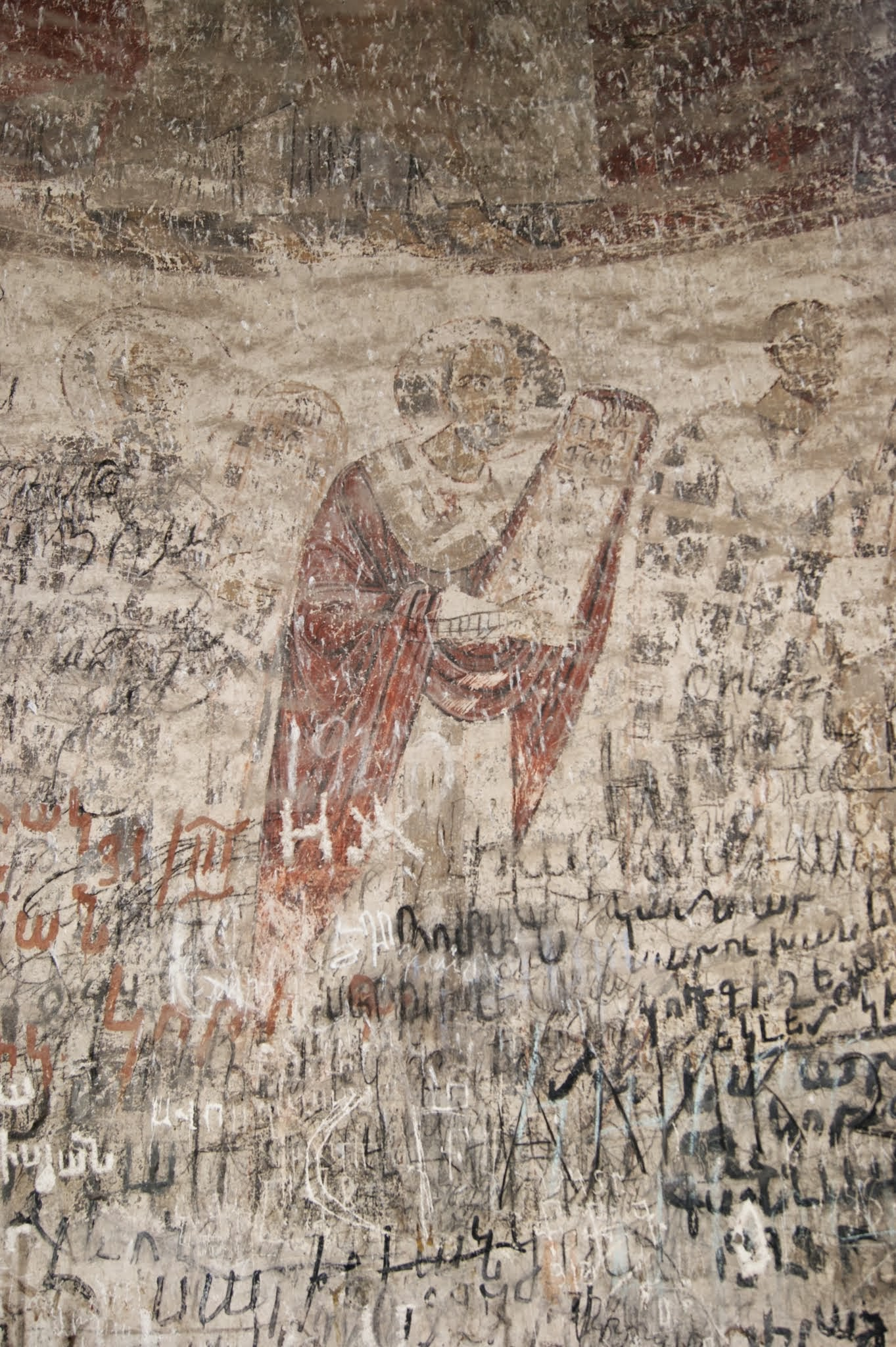